# Sagno
Pour les articles homonymes, voir Sagno (homonymie).
Sagno est une localité et une ancienne commune suisse du canton du Tessin.
En 2009, elle a été fusionnée avec les autres communes supprimées de Bruzella, Cabbio, Caneggio, Morbio Superiore et Muggio pour former la commune de Breggia.

## Géographie physique
Sagno est situé dans la Valle di Muggio sur une colline du "Monte Bisbino". 

## Personnalité
- Pietro Chiesa (1876-1959), y est né.